# Forest Park (Ohio)
Forest Park é uma comunidade não incorporada no noroeste de Munícipio de Clay, Condado de Ottawa, Ohio, Estados Unidos. Encontra-se na intersecção das estrada Hellwig e Reiman com State Route 51, Gray e Kennard Roads, a menos de 2 milhas (cerca de 3 km) a noroeste de Genoa e uma distância semelhante a sudoeste de Clay Center. As cabeceiras dos riachos South Fork de Turtle Creek, que deságua no Lago Erie a leste, estão localizadas ao sul do Forest Park, e ambas as partes do South Fork passam pela comunidade.